# Mile Jedinak
Mile Jedinak (født Michael John Jedinak, 3. august 1984) er en australsk tidligere fodboldspiller, der spillede hos Aston Villa og for Australien. Han har spillet 79 kampe for landsholdet. Jedinak var defensiv midtbanespiller.